# Parachartergus colobopterus
Parachartergus colobopterus är en getingart som först beskrevs av Martin Lichtenstein 1796.  Parachartergus colobopterus ingår i släktet Parachartergus och familjen getingar. Inga underarter finns listade i Catalogue of Life.